# Battista di Biagio Sanguigni

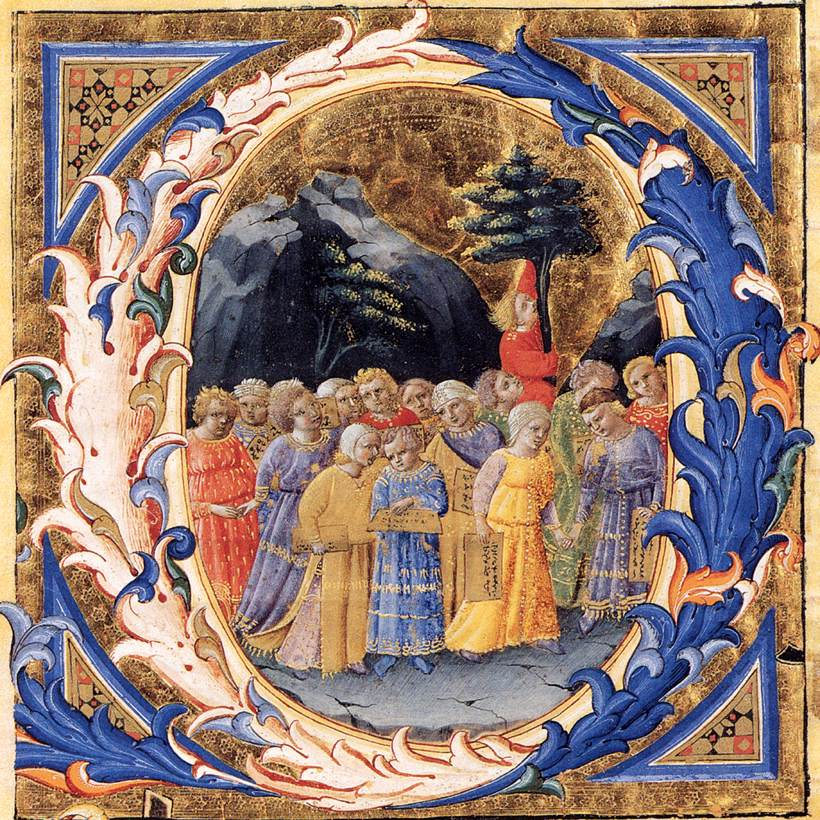
Antifonario c. 1410

Battista di Biagio Sanguigni, anteriormente conocido como el Maestro de 1419 (activo entre 1393 y 1451) fue un pintor italiano que trabajó en los alrededores de Florencia, en la primera mitad del siglo XV.

## Obras
La obra del pintor guarda un importante parecido con la de Lorenzo Monaco. Su nombre anterior se deriva de la tabla central de un tríptico hoy desmantelado, que representa a la Virgen con el Niño Entronizados, donado por Antonio di Domenico Giugni a la iglesia de Santa Maria in Latera y actualmente conservado en el Museo de Arte de Cleveland; el cuadro está fechado en 1419. Con anterioridad, alrededor de 1415, el mismo artista pintó los dos paneles exteriores de un tríptico con la Virgen y el Niño con los Santos Santiago el Mayor y el Menor, Juan el Bautista y Antonio Abad, actualmente conservados en una colección suiza. Estas pinturas muestran un estilo de marcado carácter gótico y sugieren que el artista estaba familiarizado con el trabajo de Gherardo Starnina y Álvaro Pirez, combinando algunos de sus rasgos con una comprensión de la perspectiva , que parece haber tomado de Masaccio.
Entre 1425 y 1427 Battista pintó de otro tríptico, esta vez representando a San Julián y entregado a la universidad de San Gimignano; en él se percibe la influencia de Masolino da Panicale. El historiador del arte húngaro Miklós Boskovits llegó a atribuirle otra docena más de obras.
Uno de los laterales del tríptico fue vendido en 2013 y alcanzó un precio de más de $ 400.000 dólares.